# Daniel Theodor Bierschenk
Daniel Theodor Bierschenk (* 7. April 1838 in Wichmannshausen; † 13. Dezember 1906 in Kassel) war ein deutscher Gutsbesitzer und Abgeordneter des Provinziallandtags der preußischen Provinz Hessen-Nassau.

## Leben
Daniel Theodor Bierschenk war der Sohn des Gutsbesitzers und Gastwirts Johannes Bierschenk und dessen Gemahlin Henriette Sophie Franziska Heuser. Er kam aus den Reihen der höchstbesteuerten Grundbesitzer in die Politik.
1874 wurde er einstimmig zum Abgeordneten des Kurhessischen Kommunallandtages des preußischen Regierungsbezirks Kassel gewählt, der ihn aus seiner Mitte zum Abgeordneten des Provinziallandtages der Provinz Hessen-Nassau wählte. Diesem Gremium gehörte er mit Unterbrechungen von 1875 bis 1904 an und war in verschiedenen Ausschüssen tätig.
Bierschenk musste aus finanziellen Gründen seinen elterlichen Gutsbesitz verkaufen und zog 1903 nach Kassel, wo er 1906 verstarb.